# Midjourney

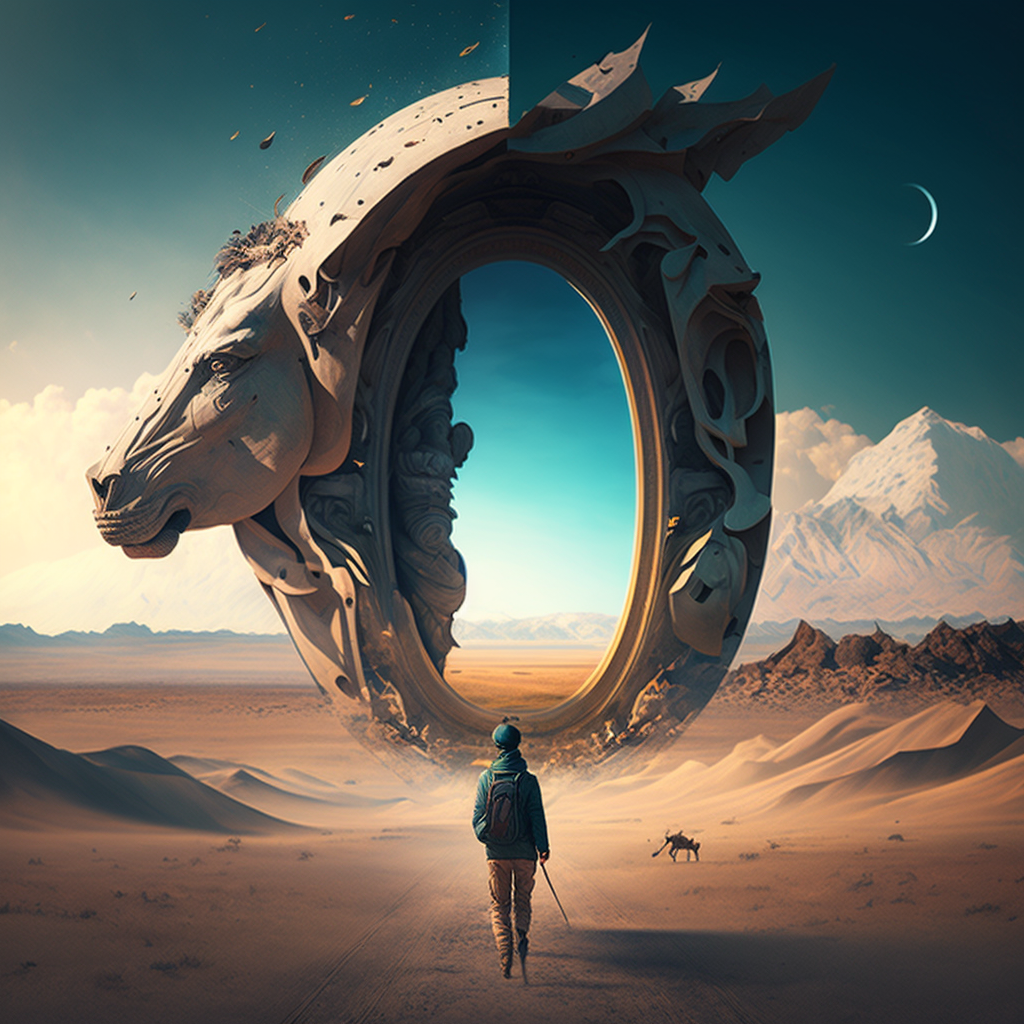
Selbstdarstellung von Midjourney: Dieses Bild erschuf das Programm mit dem Prompt „Midjourney“.

Midjourney ist eine Anwendung von Künstlicher Intelligenz (KI), die in der Lage ist, KI-Kunst zu erschaffen. Das proprietäre Programm wurde am Forschungsinstitut Midjourney, Inc. in San Francisco, Kalifornien, USA, entwickelt. Midjourney, Inc. wurde von David Holz gegründet, der das Institut auch aktuell leitet. Er war zuvor ein Mitgründer der Firma Leap Motion und arbeitete bei der NASA.

## Geschichte
Midjourney befindet sich seit dem 12. Juli 2022 im Status einer offenen Beta. Bereits im März 2022 wurde der offizielle Discord-Server für Midjourney gestartet.
Version 2 ging im April 2022 an den Start, noch bevor das Programm für die Öffentlichkeit verfügbar wurde. Version 3 startete im Juli 2022, die Version 4 im November 2022. Im März 2023 wurde Version 5 als erste Alpha-Version verfügbar gemacht, am 4. Mai 2023 folgte Version 5.1 und im Juni 2023 die aktuelle Version 5.2. Die Version 5.2. sorgte für viel Aufsehen, weil die neue Funktion des „Outpaintings“ oder „Zoom outs“ erstmals die Erstellung ganzer virtueller Bildwelten auf Basis eines einzelnen Fotos ermöglicht.
Seit 21. Dezember 2023 ist Version 6 als Alpha verfügbar. Wichtigste Neuerung ist ein deutlich verbesserter Umgang mit Text im Bild.

## Funktionsweise
Midjourney wird vollständig durch Befehle an einen Discord-Bot gesteuert. Um ein neues Bild zu erschaffen, wird der Befehl „/imagine“ verwendet, gefolgt von einer Beschreibung des gewünschten Bildes (vgl. Prompt Engineering). Dabei können prinzipiell verschiedene Sprachen verwendet werden, darunter auch Deutsch. Anstelle von Text-Befehlen (Midjourney als Text-Bild-Generator) können zur Bilderzeugung auch Bild-Befehle (image prompts) verwendet werden (Stand Version 5.2: Entweder mindestens zwei Bilder oder ein Bild kombiniert mit einem Text-Befehl). Midjourney funktioniert somit auch als Bild-zu-Bild-Generator.
Midjourney erschafft zunächst eine Vorschau mit vier möglichen Entwürfen. Der Nutzer hat dann die Möglichkeit, jeden dieser Entwürfe zu finalisieren. Ebenso ist es möglich, einzelne Entwürfe geringfügig überarbeiten zu lassen oder aber alle vier Entwürfe zu verwerfen und vier ganz andere Bilder anzufordern.
Midjourney konnte bis Ende März 2023 von jedermann zunächst kostenlos ausprobiert werden, aufgrund von „zuviel Missbrauch“ wurde diese Möglichkeit beendet. Ein unregistrierter Nutzer hatte 25 Minuten Rechenzeit zur Verfügung, das meint die aktive Arbeitszeit des Bots. Für zahlende Nutzer stehen vier mögliche Abo-Modelle zur Auswahl, die sich hinsichtlich der enthaltenen Rechenzeit pro Monat und der Anzahl gleichzeitig bearbeitbarer Aufträge unterscheiden. Das Erstellen eines Bildes „kostete“ durchschnittlich etwa eine Minute.

### Beispiele
Es folgen einige Beispiele für Bilder, die Midjourney generieren kann. Die zugrundeliegenden Prompts sind auf der jeweiligen Bilderseite zu finden.

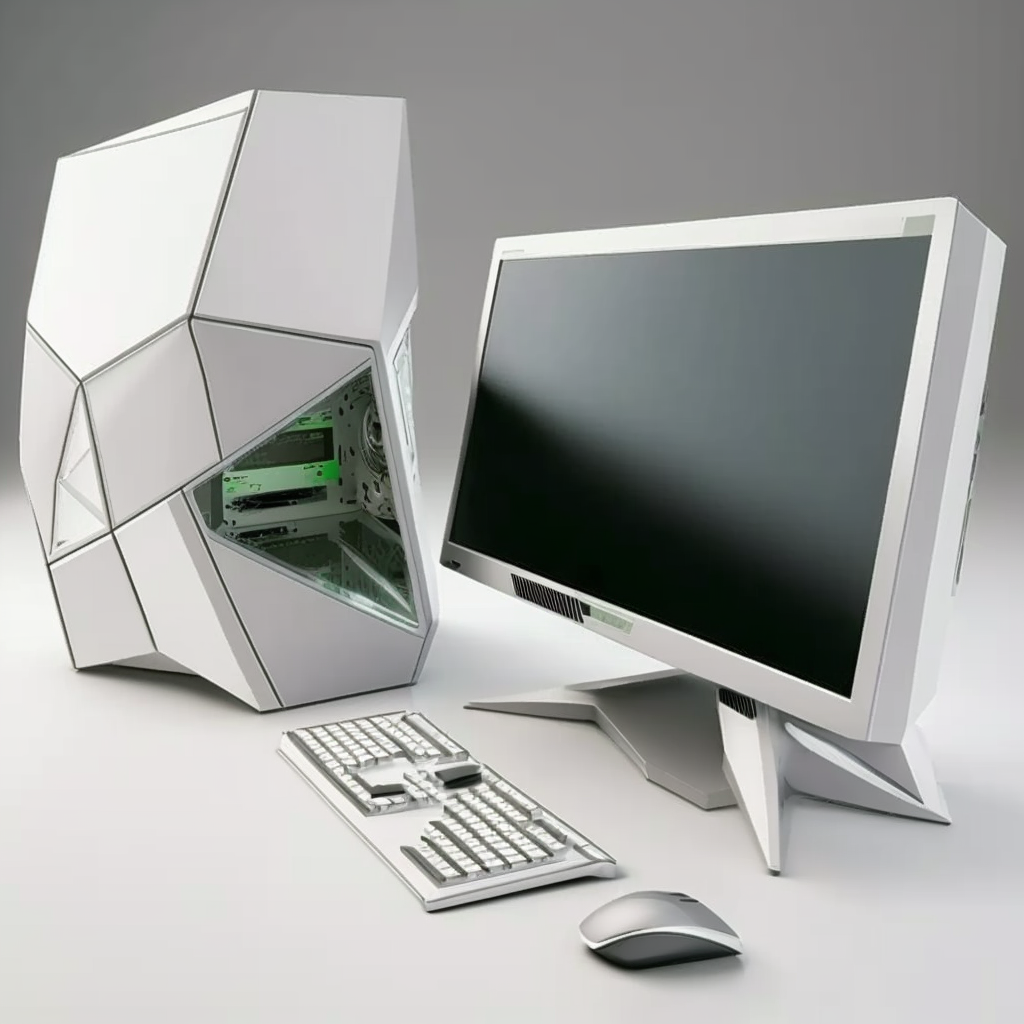
Produktbild eines futuristischen Computers
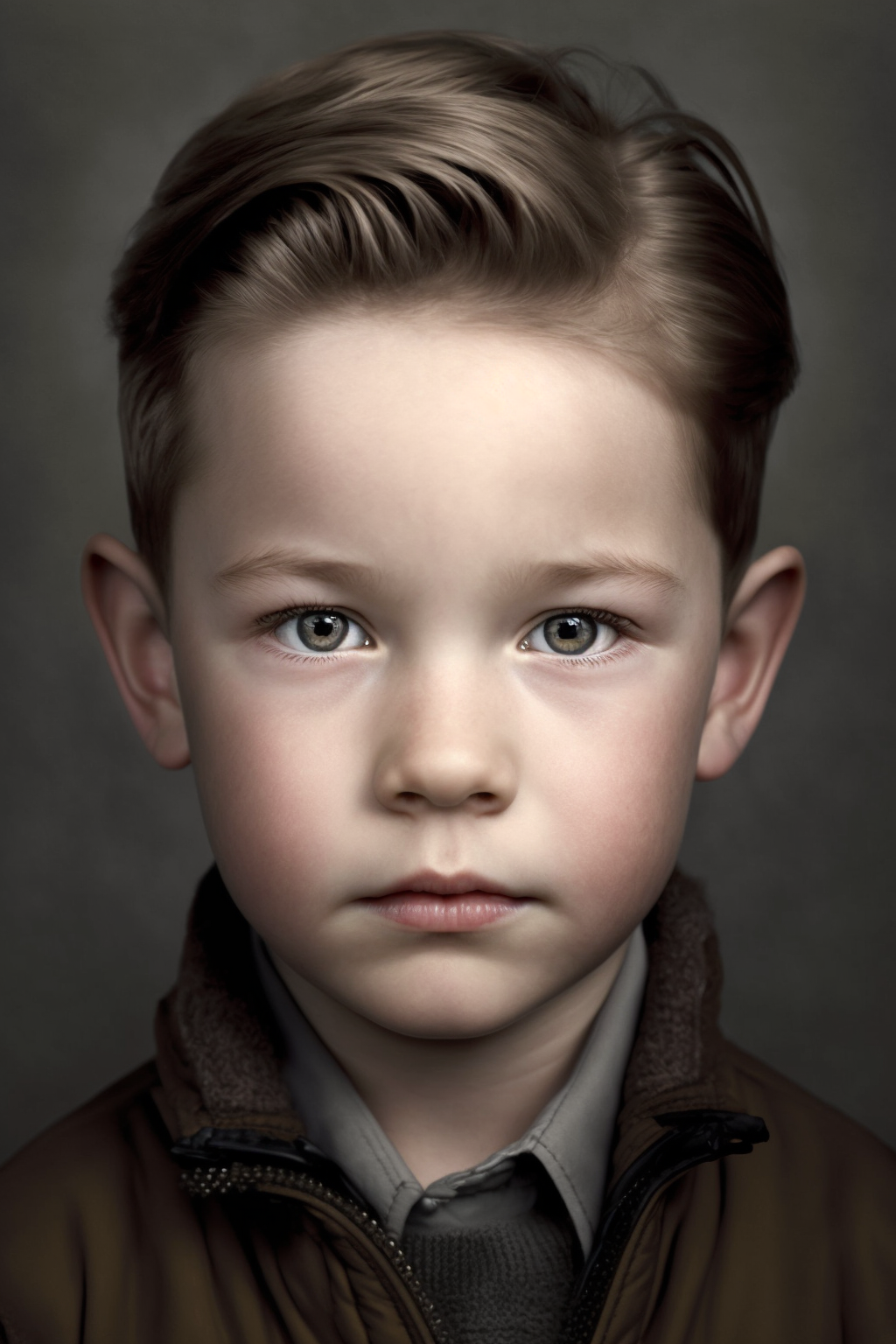
8-jähriger Junge als Beispiel für fiktive Menschen
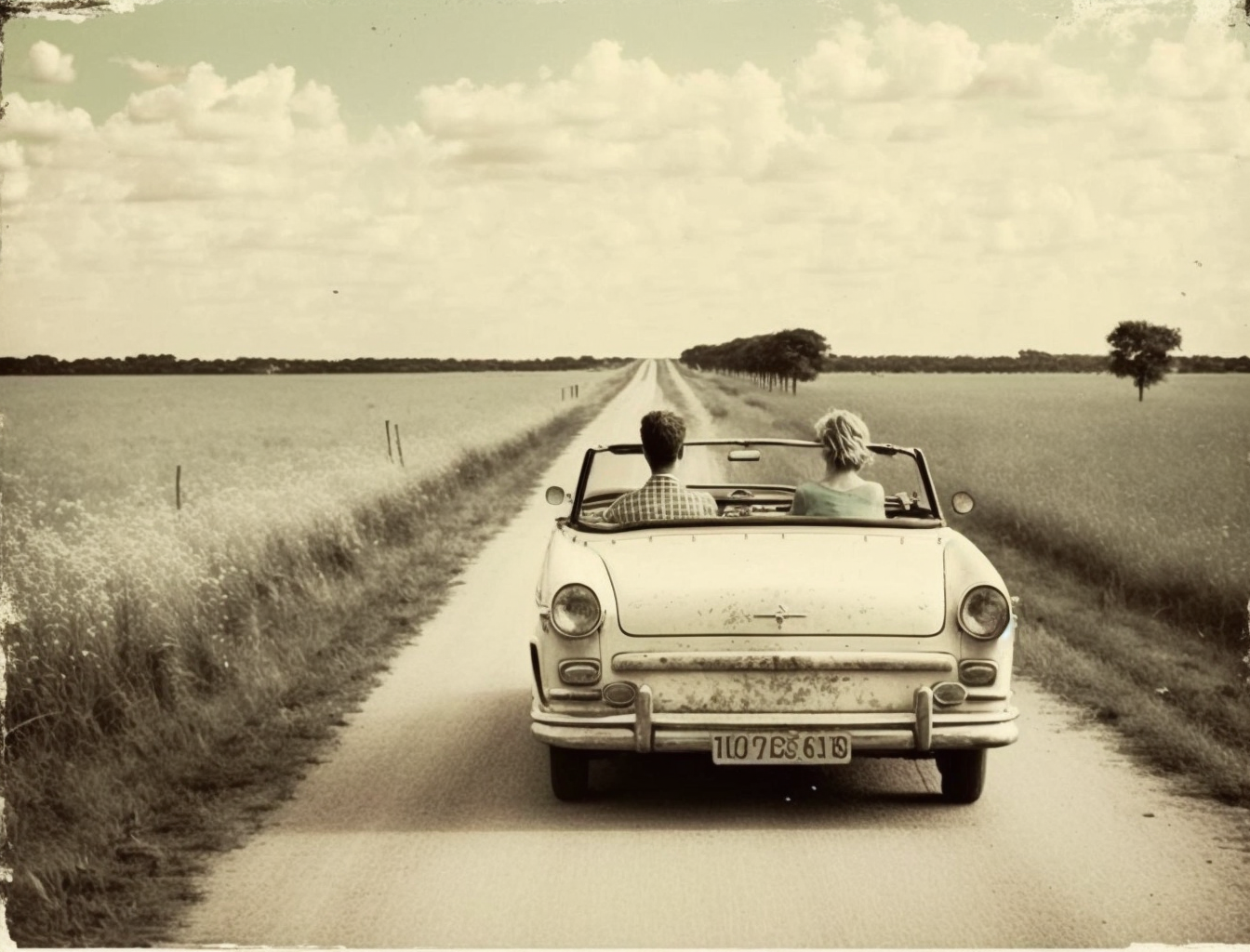
Echt wirkendes „altes“ Foto
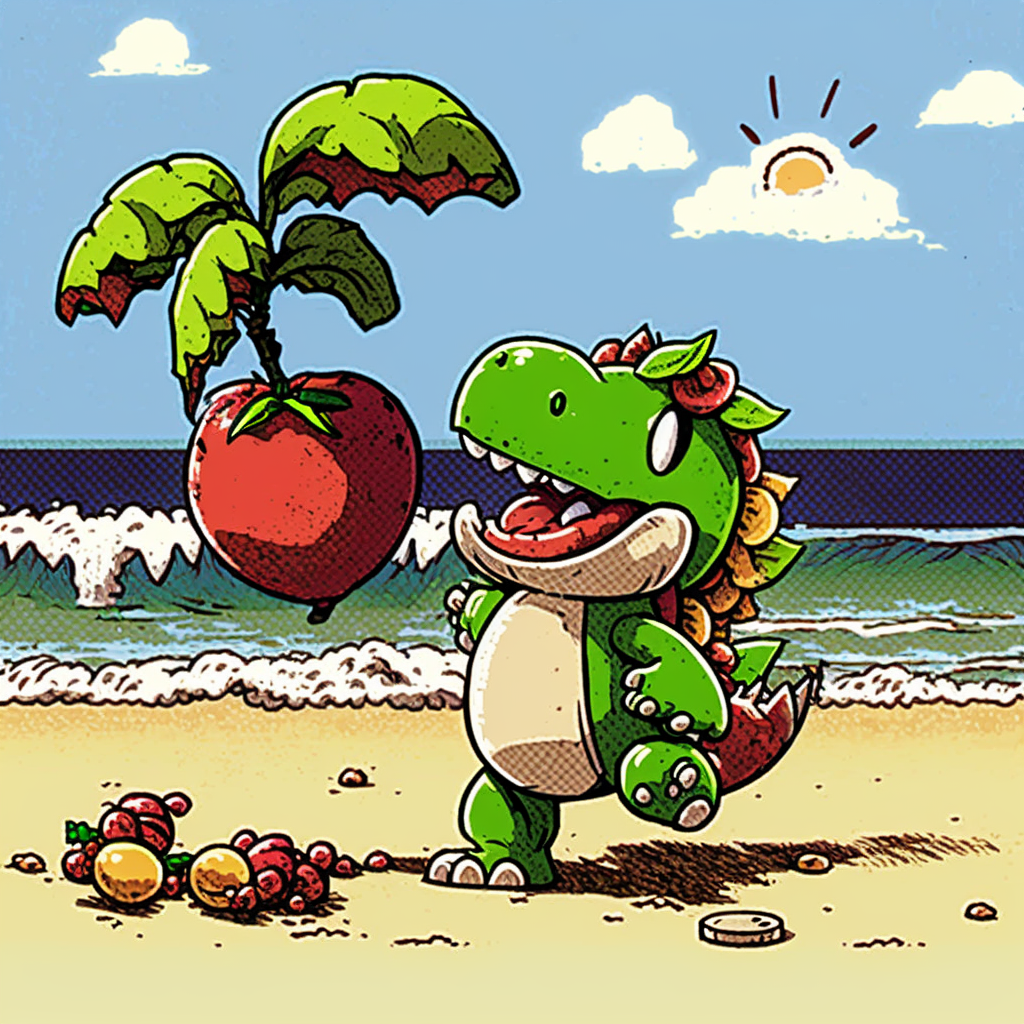
Kleiner Dinosaurier als Comicbild
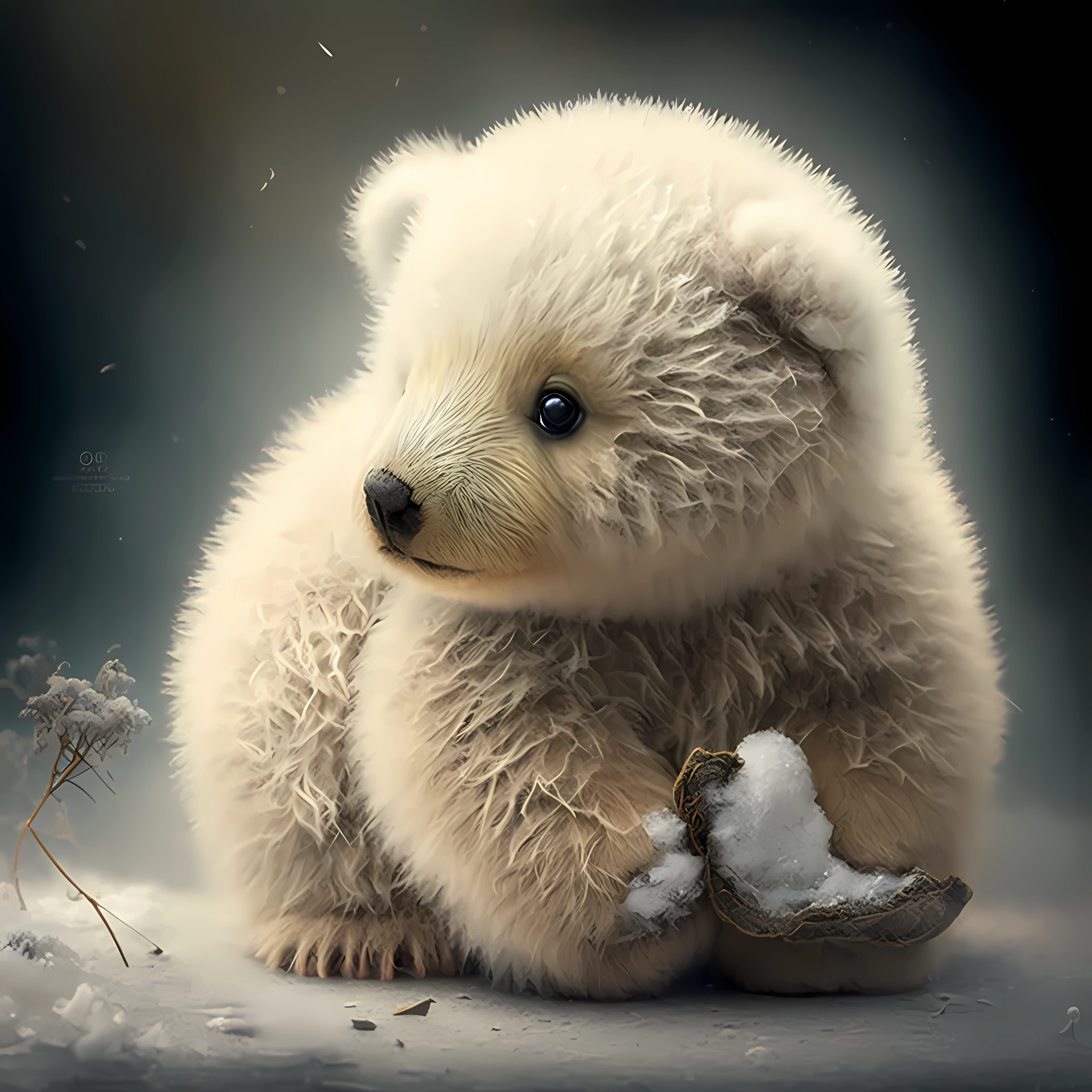
Eisbär-Baby als Tierbild-Beispiel
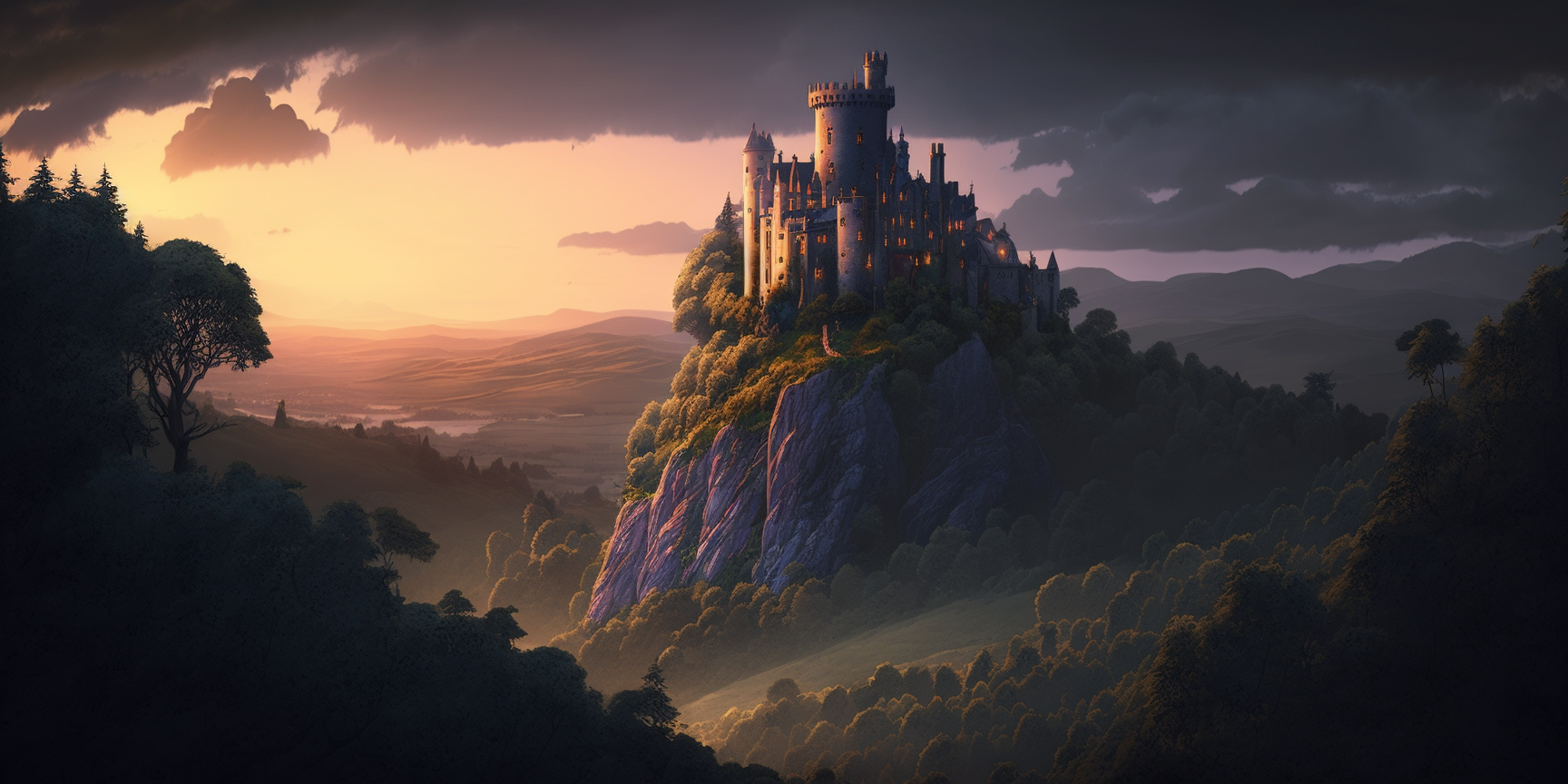
Burg auf einem Hügel als Landschaftsbild-Beispiel
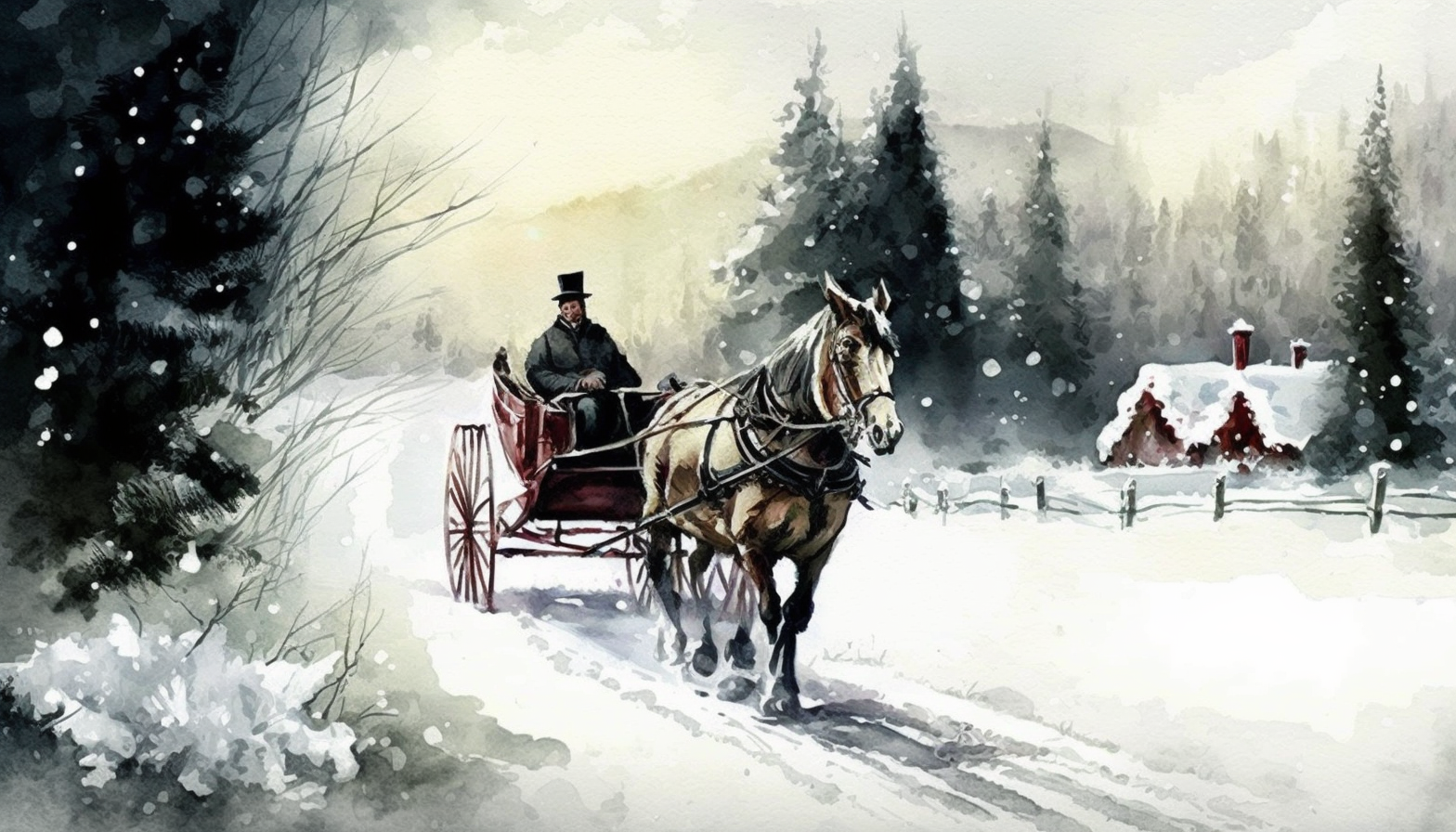
Kutschfahrt im Schnee im Aquarell-Stil als Zeichenstil-Beispiel
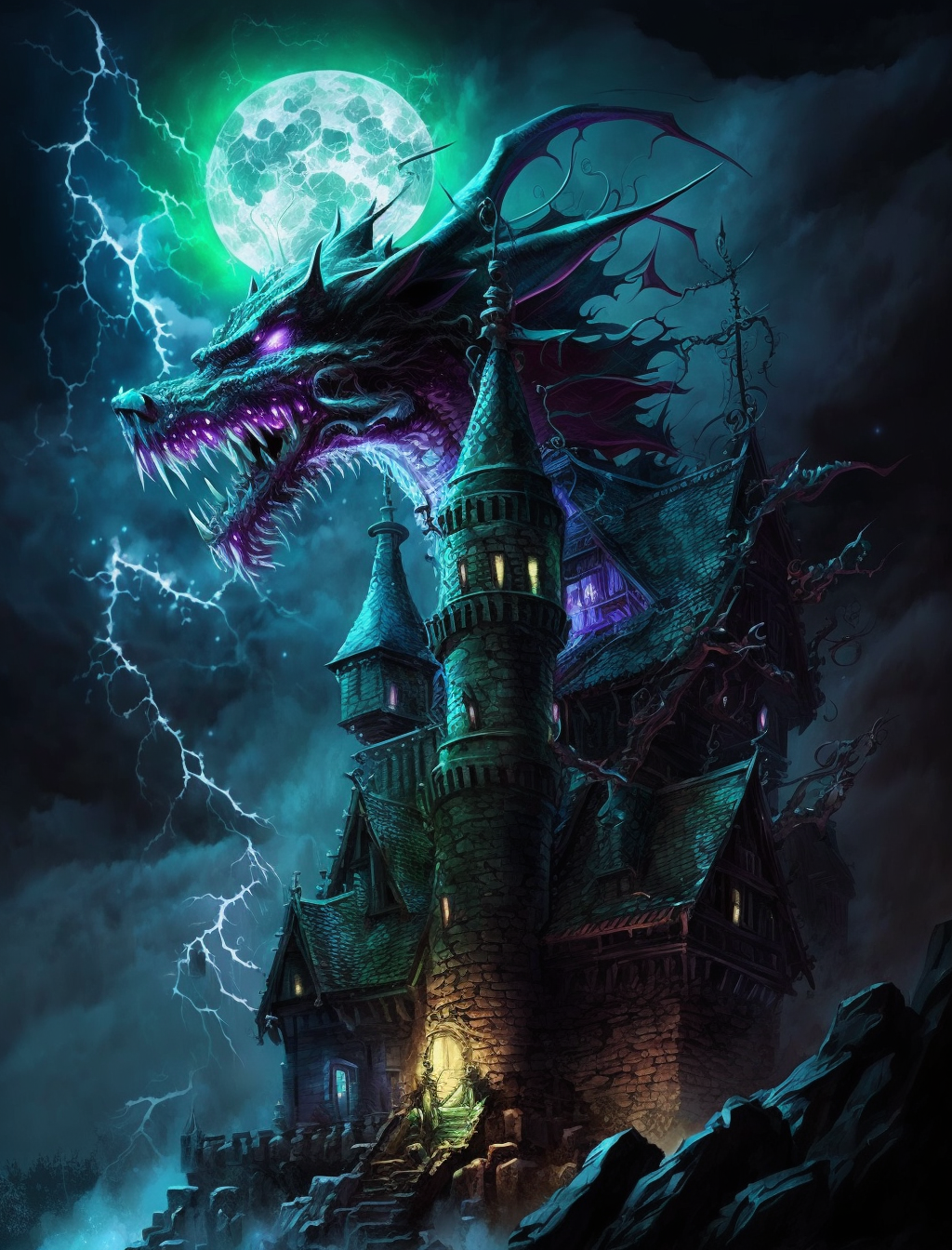
Bild mit Fantasy-Elementen

Die generierten Bilder vermitteln überwiegend nur auf den ersten Blick den Eindruck, echt zu sein. Bei näherer Betrachtung zeigen die Bilder teilweise erhebliche Abweichungen von der Realität. Auf den Beispielbildern hat zum Beispiel das Kutschpferd fünf Hufe, das Auto hat die Scheinwerfer hinten und der Eisbär besitzt anscheinend mindestens 10 Zehen am hinteren Fuß.

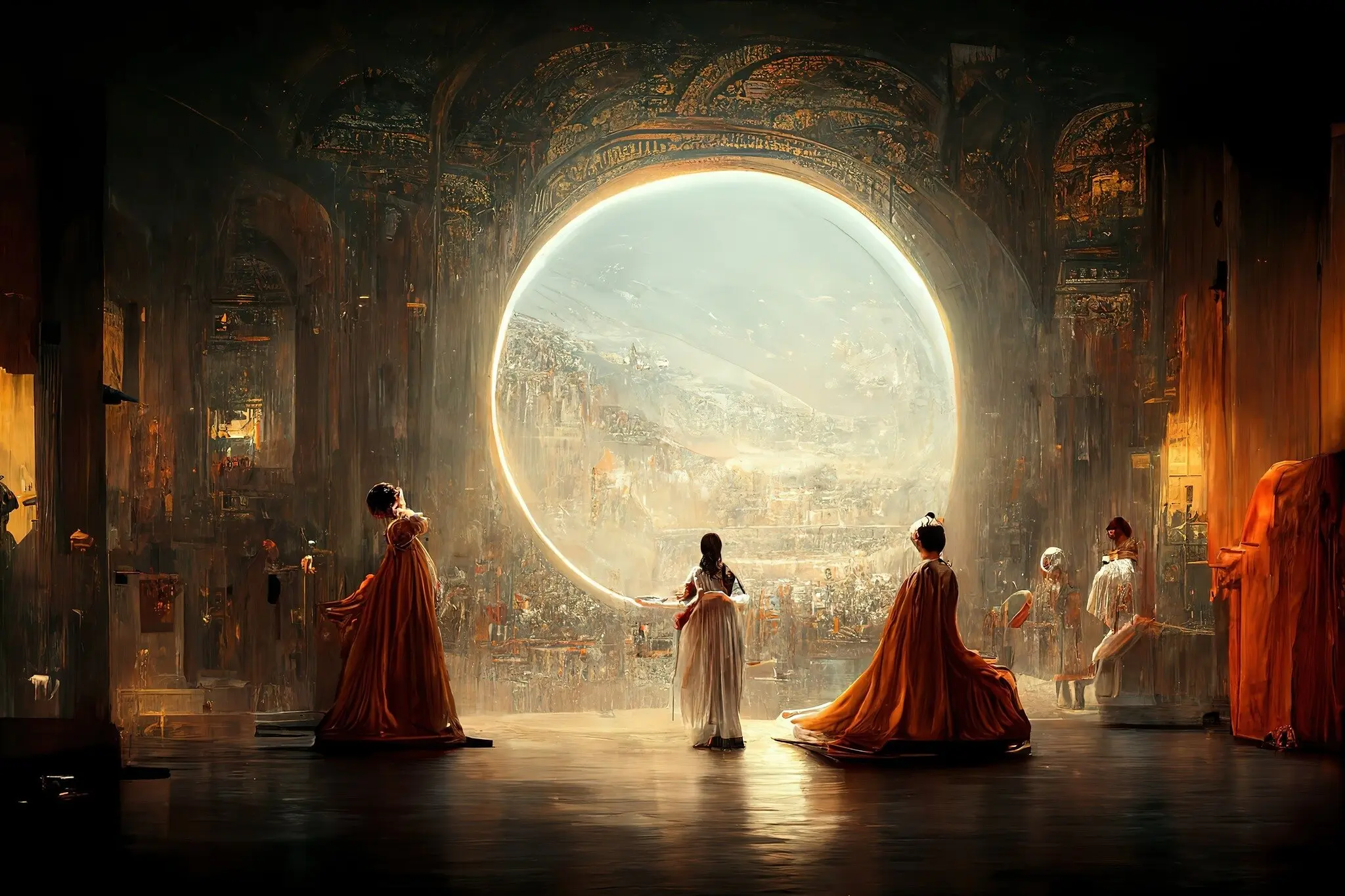
Théâtre d’Opéra Spatial von Jason Allen (2022)

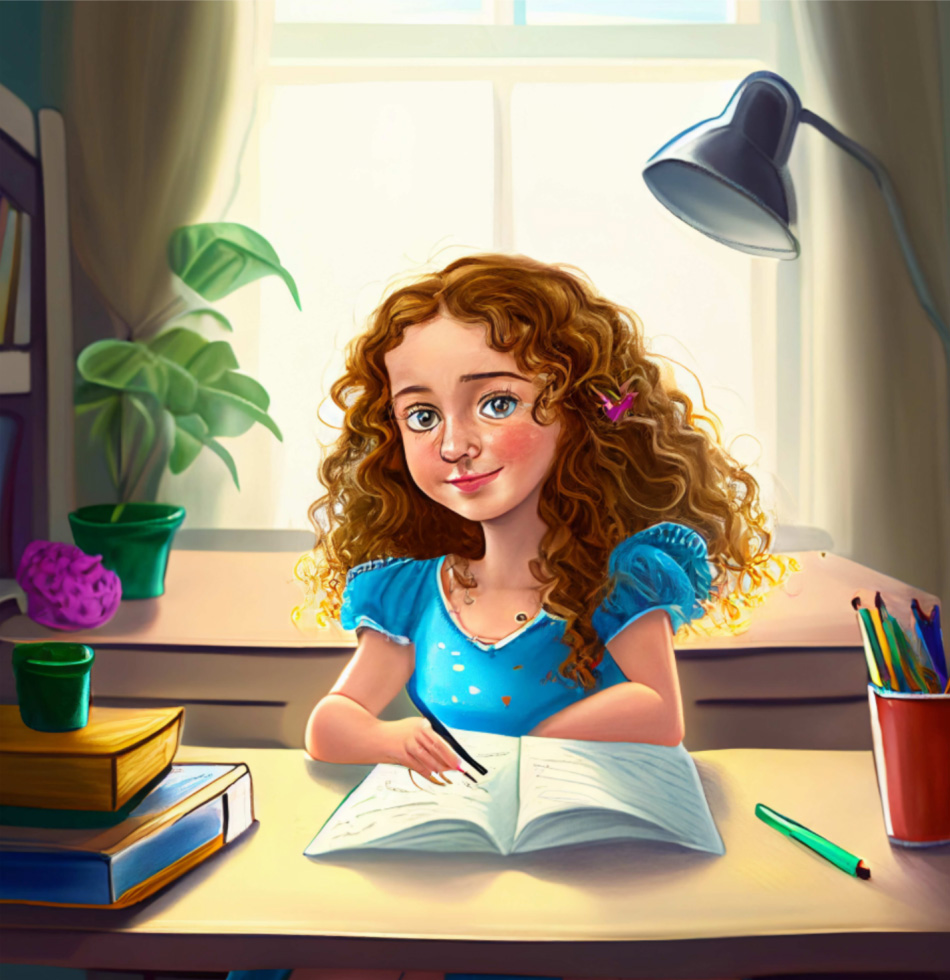
Midjourney-Illustration as "Alice and Sparkle" (2022), von TIME Magazine als Beispiel für die Unzulänglichkeiten von AI-generierten Bildern hervorgehoben

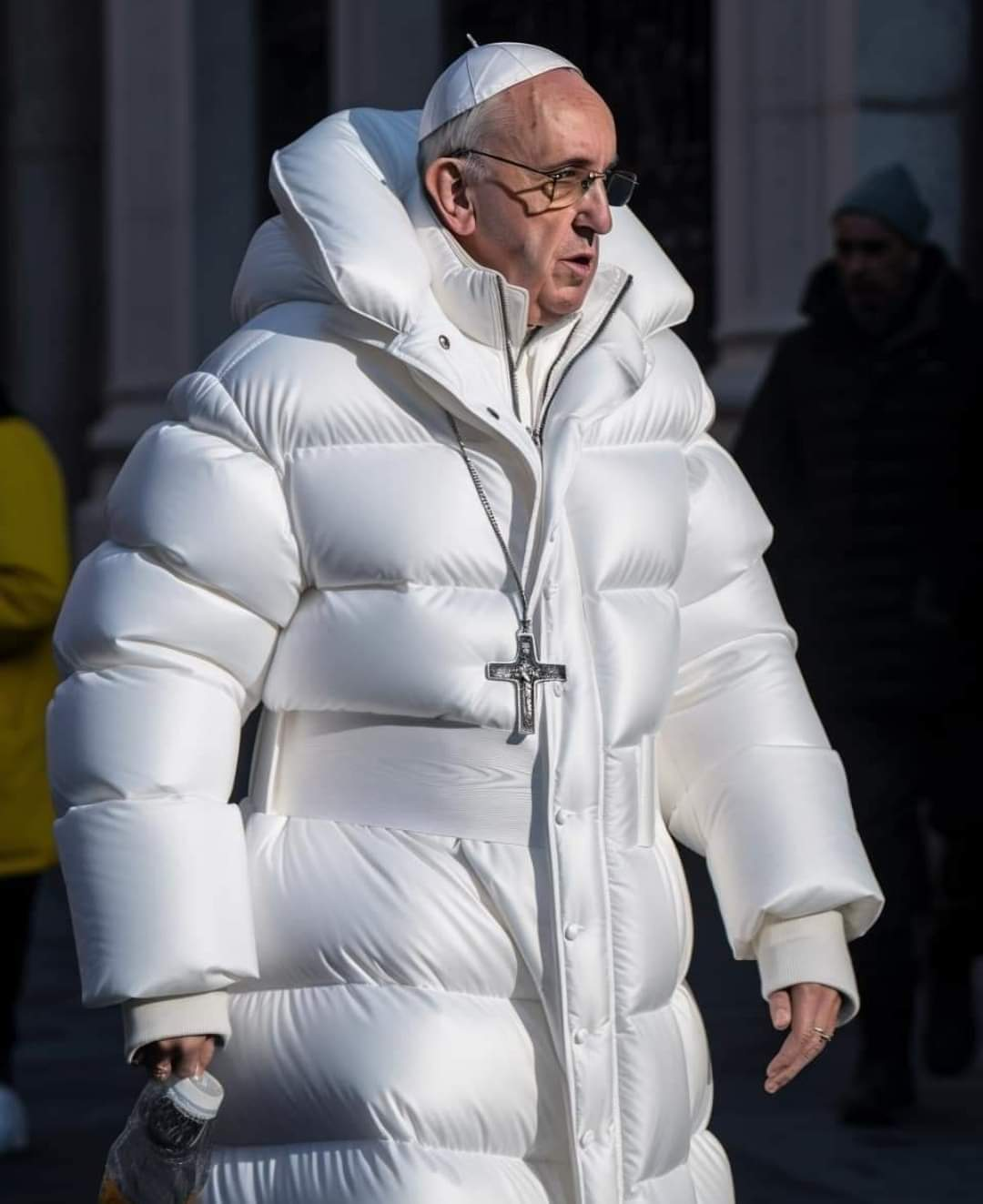
Mit Midjourney generiertes Bild von Papst Franziskus in einem weißen Wintermantel (2023)

## Bekannte Fälle und Kritik
Im Juni 2022 gewann das von Jason Allen via Midjourney erstellte Bild Théâtre d’Opéra Spatial den ersten Preis bei einer Kunstausstellung in Colorado. Das führte zu heftiger Kritik von lebenden Künstlern. Die Preisrichter hatten das Bild laut ihrer eigenen Aussage nicht als KI-Kunst erkannt.
Im Dezember 2022 erschien das englischsprachige Kinderbuch Alice and Sparkle von Ammaar Reeshi, das von Midjourney illustriert wurde. Es gab Kritik von Künstlern, und Reeshi erhielt Todesdrohungen.
Im Januar 2023 gab es in den USA eine Sammelklage mehrerer Künstler gegen Stability AI, Midjourney und die Kunstplatform Deviant Art, die im Kern darauf abzielte, dass die beeindruckenden bildnerischen Leistungen der neuartigen KIs nur möglich seien, weil die KIs vorher ohne Einwilligung der Urheberrechtsinhaber mit den Abbildern urheberrechtlich geschützter Kunstwerke trainiert wurden.
Im Frühjahr 2023 erlangte ein mit Midjourney generiertes Bild von Papst Franziskus in einem modischen weißen Wintermantel große Aufmerksamkeit in der Öffentlichkeit, da es eine nahezu fotografische Qualität aufwies und von vielen Betrachtern zunächst für ein echtes Foto gehalten wurde.
2024 ließ der Oetinger-Kinderbuchverlag das Titelbild des Buches "Skogland brennt" der Autorin Kirsten Boie mithilfe von "Midjourney" herstellen, was u. a. die Illustratoren Patrick Wirbeleit und Michael Mantel kritisierten. Der Verlag erklärte, er werde nach der heftigen Reaktion auf das Cover in Zukunft die Nutzung generativer KI ausschließen.

## Nutzung durch Künstler
Neben Menschen, die bisher noch keine eigenständigen bildnerischen Leistungen erbracht haben, wird die KI Midjourney auch von Künstlern und Fotografen genutzt. Der Fotograf Boris Eldagsen gewann den ersten Platz in der Kategorie „Kreativ“ beim Sony World Photography Wettbewerb 2023. Das preisgekrönte Bild, das er als Foto einreichte, hatte er mithilfe von KI erschaffen. Nachdem er den Preis erhalten hatte, lehnte er ihn jedoch ab. Obwohl er dem Wettbewerb zuvor angedeutet hatte, dass es sich nicht um ein herkömmliches Foto handelte, wollte er durch die Nichtannahme des Preises eine Diskussion über die Rolle der KI in der Kunst anregen. Boris Eldagsen gibt an, mit drei KI-Bildgeneratoren zu arbeiten. In den USA gab es eine Klärung hinsichtlich des Urheberrechts an Bildern, die durch Künstler mit Bildgeneratoren wie Midjourney erzeugt wurden. Auch Künstler können kein Urheberrecht an KI-generierten Bildern beanspruchen. Wenn Künstler als Urheber eines KI-generierten Werks auftreten wollen, müssen sie noch einmal selbst „Hand anlegen“.

### Beispiele
Mit Hilfe von Midjourney generierte Kunstwerke

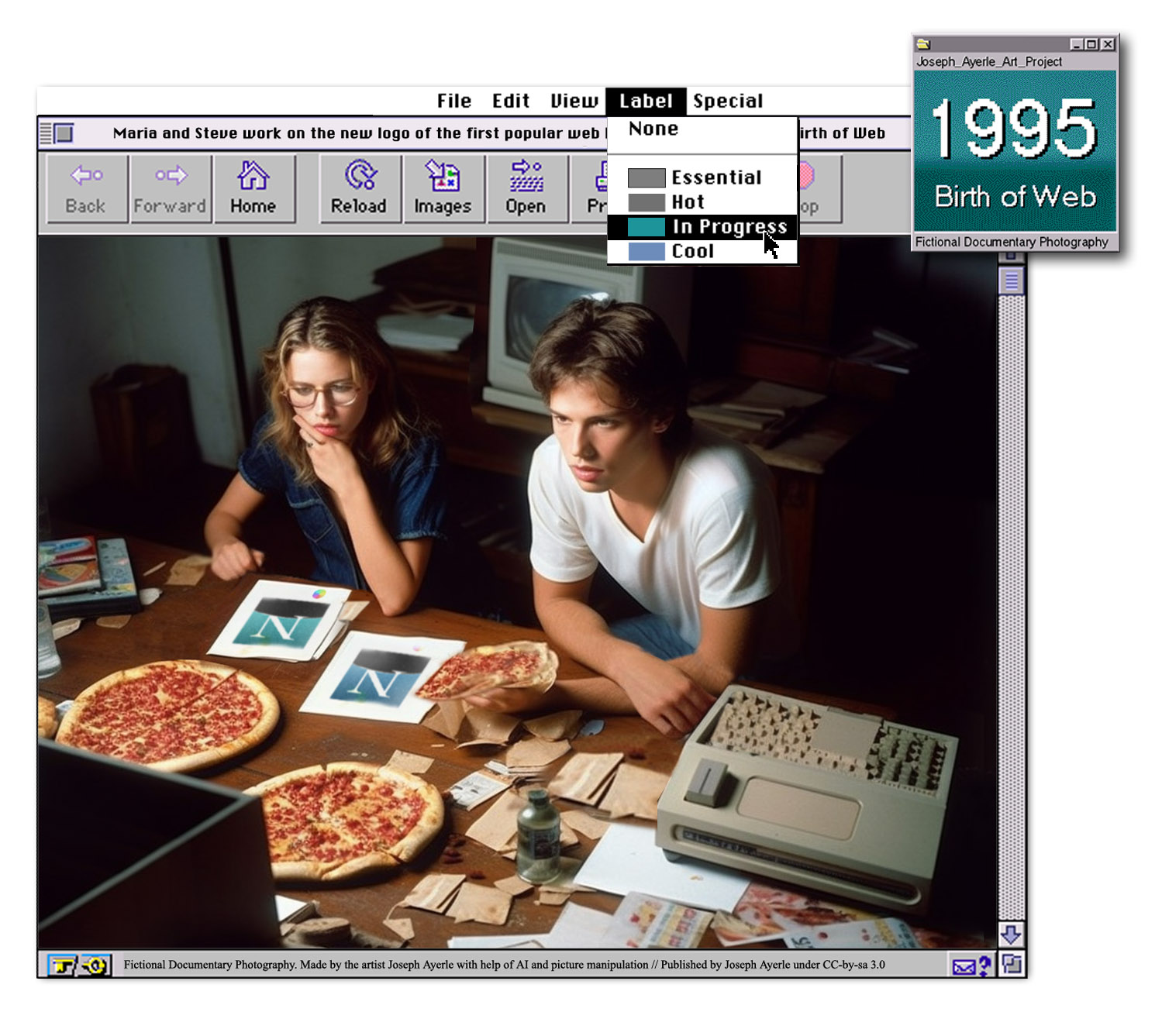
Fiktive Fotoreportage aus der Pionierzeit des Internets (2023)
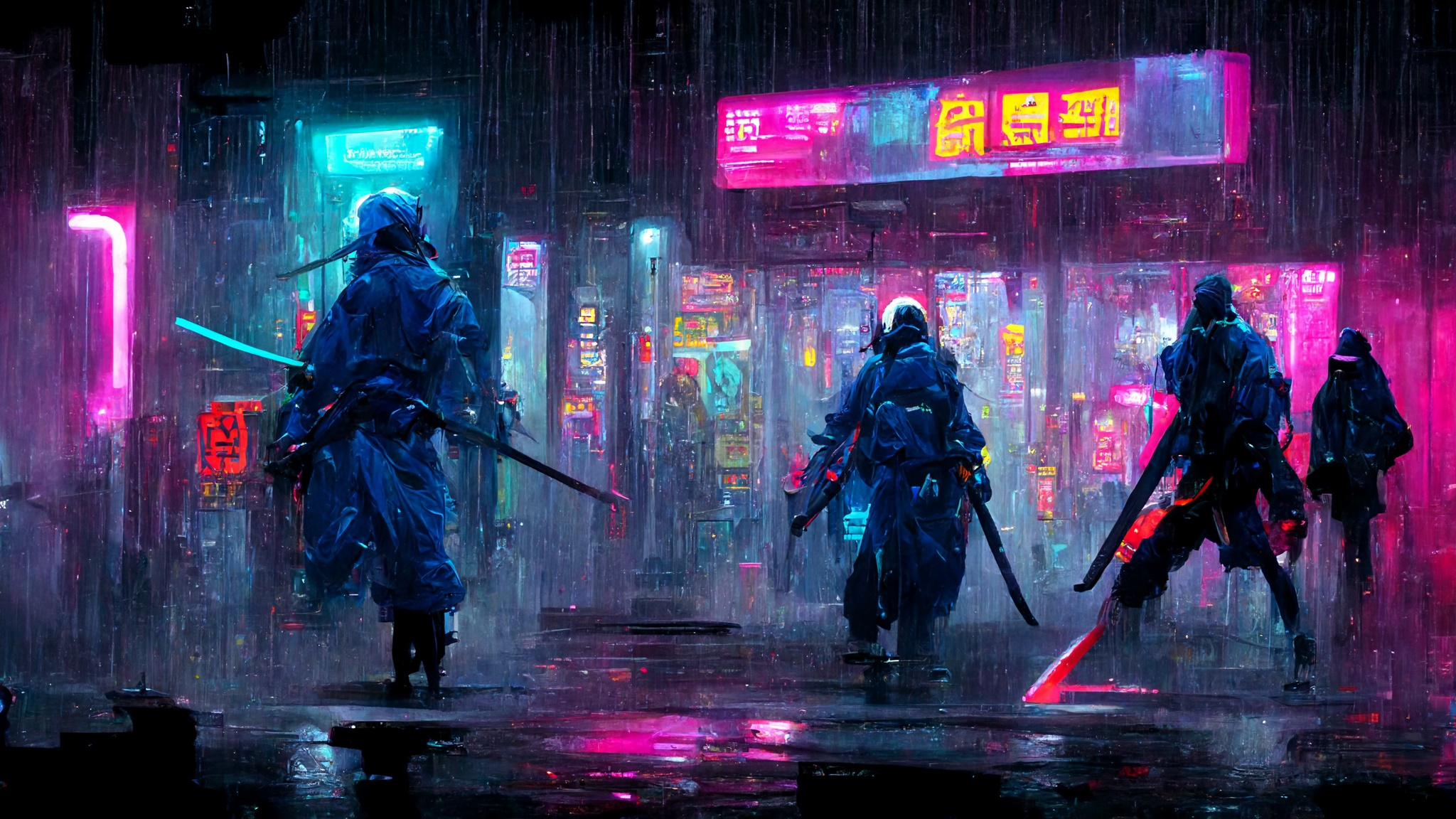
Ninjas in einer japanisch anmutenden Cyberpunk-Stadt (2022)